# Ашано
Ашано (італ. Asciano) — муніципалітет в Італії, у регіоні Тоскана,  провінція Сієна.
Ашано розташоване на відстані близько 170 км на північний захід від Рима, 70 км на південний схід від Флоренції, 23 км на південний схід від Сієни.
Населення — 7174 особи (2014).

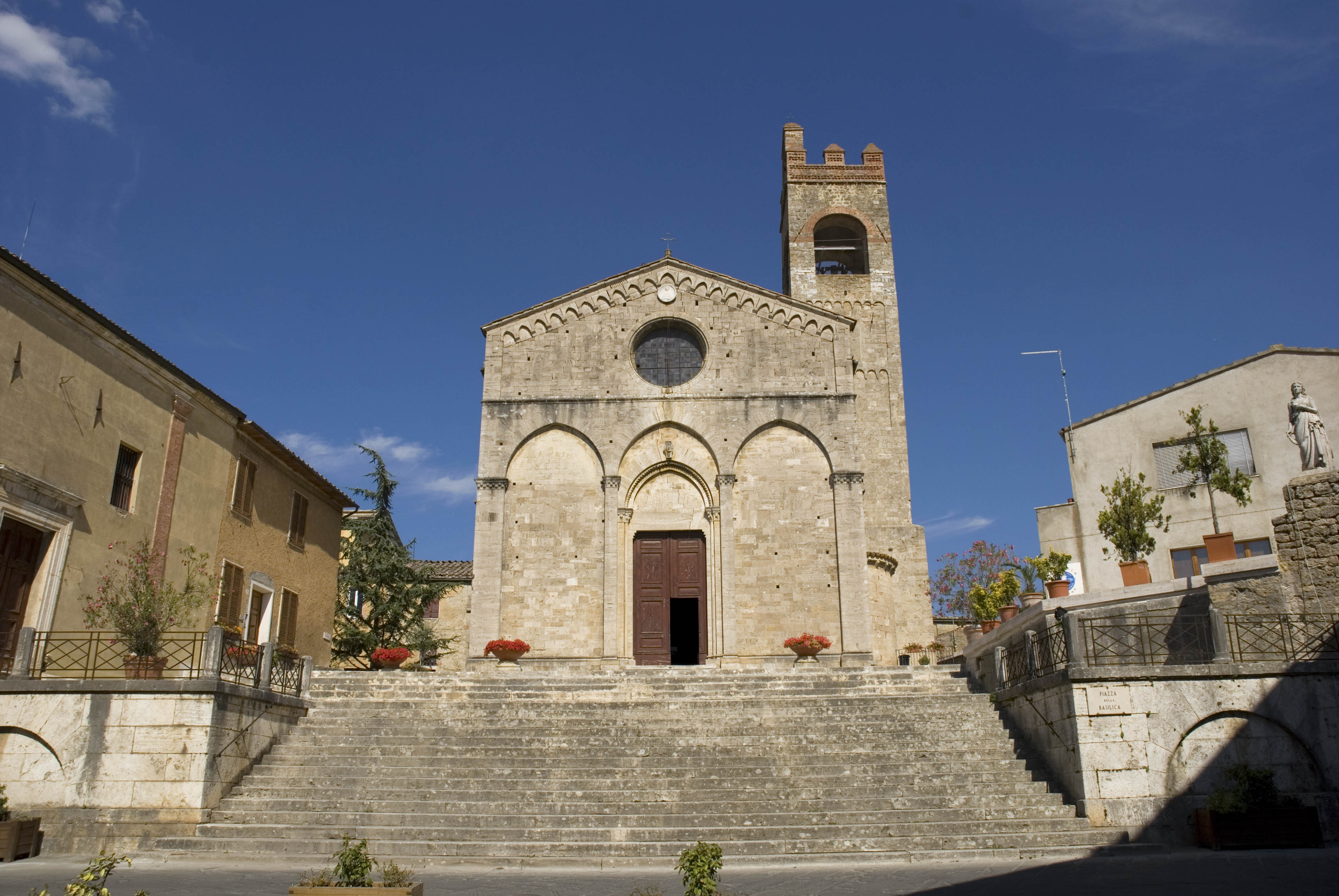

Щорічний фестиваль відбувається 5 лютого. Покровитель — S.Agata.

## Демографія
Населення за роками:

Станом на 1 січня 2023 року в муніципалітеті офіційно проживало 748 іноземців з 58 країн, серед них 288 громадян країн Євросоюзу та 17 громадян України.

## Сусідні муніципалітети
- Буонконвенто
- Кастельнуово-Берарденга
- Монтероні-д'Арбія
- Раполано-Терме
- Сан-Джованні-д'Ассо
- Сієна
- Сіналунга
- Трекуанда